# Magnus Fredrik Brahe
Magnus Fredrik Brahe (* 15. Oktober 1756; † 12. Dezember 1826 in Stockholm) war ein schwedischer Graf und während des Ständereichstags von 1800 im Stockholmer Riddarhuset Sprecher des Adelsstandes (schwed. Lantmarskalk). Er wurde nach der Herrschaft der Hattarne und Mössorna der erste Sprecher der Gruppe, die Gustav III. und seinem Geschlecht freundlich gegenüberstand (Gustavianerna).

## Leben
Magnus Fredrik Brahe – jüngster Sohn des Grafen Erik Brahe (1722–1756) – heiratete in erster Ehe Ulrika Catharina Koskull († 1805). Nach deren Tod heiratete er Aurore Vilhelmina Koskull, eine Nichte seiner ersten Ehefrau.
Während des Reichstags von 1778 hielt er den Kronprinzen, den späteren König Gustav IV. Adolf, bei dessen Taufe und erhielt im selben Jahr den Titel En af rikets herrar, der ihn auf die gleiche Stufe wie einen Reichsrat stellte. 1794 wurde ihm der höchste Verdienstorden Schwedens, der Königliche Seraphinenorden, verliehen. Er war Freimaurer und wurde 1811 zum Ritter des Ordens Karls XIII. geschlagen.
Brahe war 1811 in Paris und verkaufte 1817 Wilhelm Malte I. zu Putbus Schloss Spyker.